# Parallels
Paralells é o sexto álbum de estúdio da banda Fates Warning. Ele vendeu mais de 150.000 cópias devido ao sucesso dos singles "Eye to Eye", "Point of View" e "We Only Say Goodbye". Todas as canções foram escritas por Jim Matheos.
A banda se reuniu no Canadá por seis meses para a gravação deste álbum, e a produção ficou a cargo de Terry Brown, que já havia produzido diversos discos de sucesso da banda Rush.
Nas linhas de agradecimento no encarte do álbum, a banda agradece ao "Dream Theatre". O Dream Theater, que acha esse erro de ortografia irritante, agradece brincando ao "Fatez Warning" no encarte do álbum "Images and Words". James LaBrie fez backing vocals na faixa "Life in Still Water".
Em 2010, a Metal Blade relançou Parallels com um CD bônus, contendo seis faixas gravadas ao vivo no Hollywood Palace em 1992, mais seis demos da pré-produção. Um DVD no formato documentário também estava incluso.

## Faixas
1. "Leave the Past Behind" - 6:13
2. "Life in Still Water" - 5:44
3. "Eye to Eye" - 4:05
4. "The Eleventh Hour" - 8:11
5. "Point of View" - 5:07
6. "We Only Say Goodbye" - 4:55
7. "Don't Follow Me" - 4:42
8. "The Road Goes on Forever" - 6:28

## Integrantes
- Ray Alder - Vocais
- Jim Matheos - Guitarras
- Frank Aresti - Guitarras
- Joe DiBiase - Baixo
- Mark Zonder - Bateria e percussão